# Кокомаро ди Фокоморто (Ферара)
Кокомаро ди Фокоморто је насеље у Италији у округу Ферара, региону Емилија-Ромања.
Према процени из 2011. у насељу је живело 462 становника. Насеље се налази на надморској висини од 5 м.